# Matteo Lepore
Matteo Lepore (Bologna, 10 ottobre 1980) è un politico italiano, sindaco di Bologna e della sua città metropolitana dall'11 ottobre 2021.

## Biografia

### Formazione
Nato a Bologna nel quartiere Savena, si diploma presso il liceo classico "Luigi Galvani" e si laurea in scienze politiche presso l'Università di Bologna. Nel 2007 consegue un Master in relazioni internazionali, dopo aver svolto un periodo di stage a Bruxelles presso l'Ufficio di collegamento con le Istituzioni Europee della Regione Emilia-Romagna. Nel 2008 consegue un Master in edilizia e urbanistica e nel 2009 uno in economia della cooperazione, entrambi presso l'ateneo felsineo.
Dal 2008 al 2011 è responsabile dell'Area Sviluppo territoriale, innovazione e internazionalizzazione di Legacoop Bologna. Nel 2010 fa invece parte del Comitato tecnico organizzatore della missione della città di Bologna presso l'Expo 2010 di Shanghai.

### Attività politica
Entrato in politica con i Democratici di Sinistra nel 1999, aderisce al Partito Democratico nel 2007, anno della sua fondazione. 

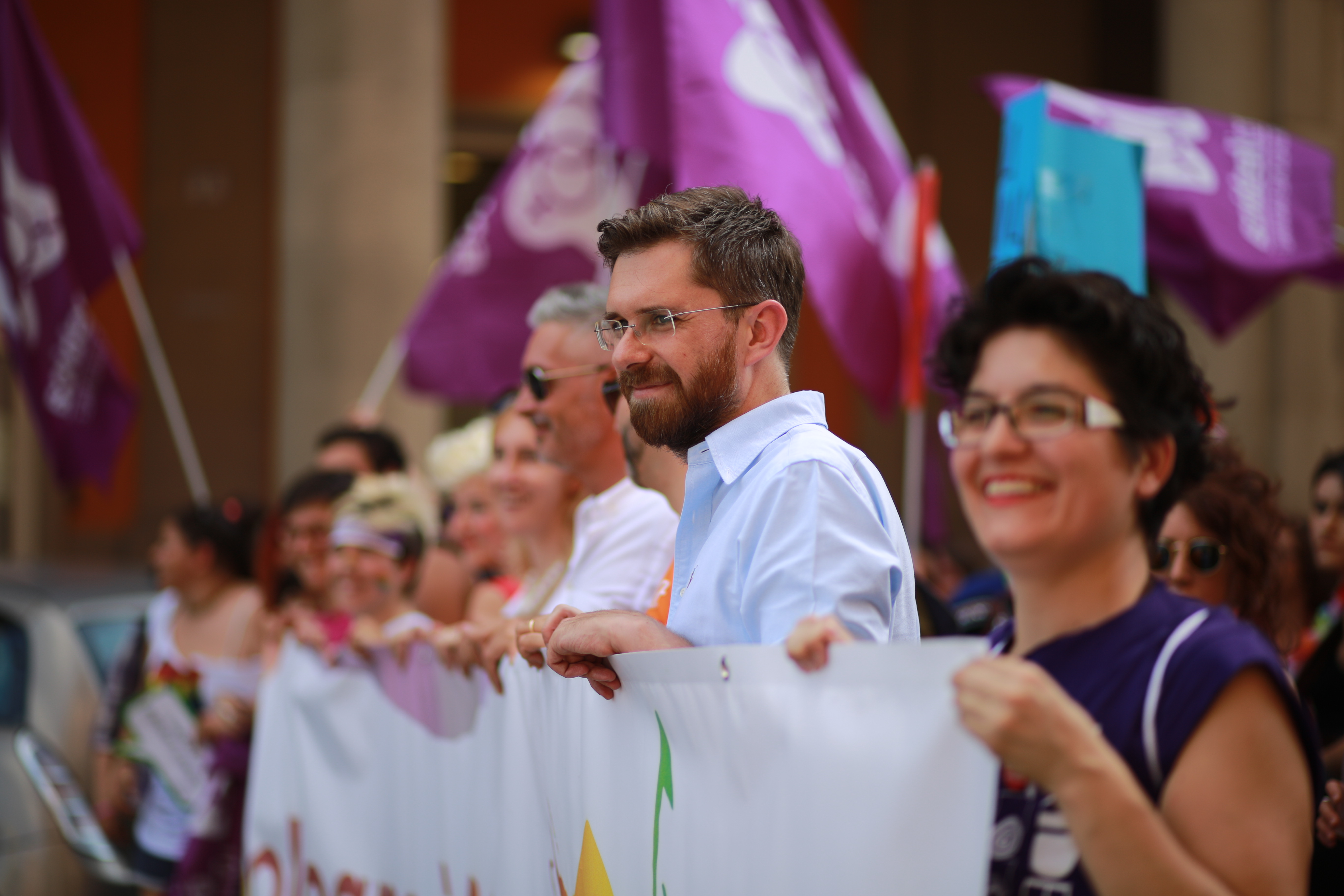
Matteo Lepore al Bologna Pride 2015

A seguito delle elezioni comunali del 2011, che proclamano come sindaco di Bologna Virginio Merola, Lepore viene eletto consigliere comunale e nominato assessore comunale ad affari istituzionali, servizi demografici, relazioni internazionali, comunicazione, marketing urbano, innovazione e lavoro. Eletto consigliere comunale anche nella tornata elettorale successiva, che vede la riconferma di Merola alla guida del capoluogo emiliano, viene quindi nominato assessore a cultura, turismo, patrimonio, sport e immaginazione civica.

#### Sindaco di Bologna

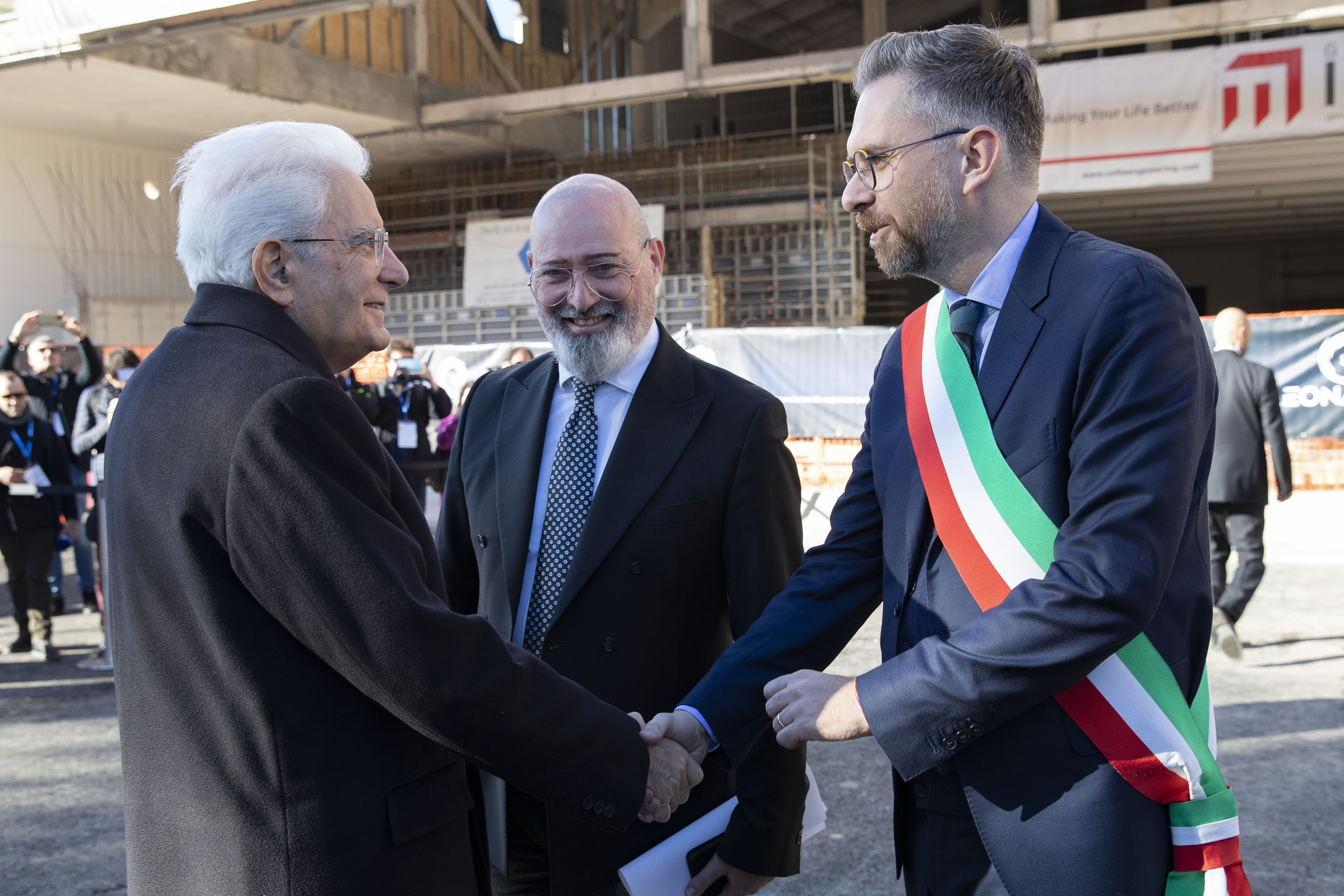
Matteo Lepore durante un incontro con il presidente della Repubblica Sergio Mattarella insieme al presidente della regione Emilia-Romagna Stefano Bonaccini

Presentatosi alle primarie del centro-sinistra per la scelta del candidato sindaco di Bologna per le elezioni comunali del 2021, vince la competizione contro Isabella Conti di Italia Viva, sindaca di San Lazzaro di Savena, con una percentuale del 59,6%. Alle elezioni, sostenuto da Partito Democratico, Movimento 5 Stelle, Europa Verde, Volt-PSI e le liste civiche Coalizione Civica, Coraggiosa, Ecologista e Solidale, Matteo Lepore Sindaco e Anche tu Conti, viene eletto sindaco al primo turno con il 61,9% dei voti (più del doppio rispetto al rivale del centro-destra Fabio Battistini, fermo al 29,64%). Se il dato percentuale ne fa il candidato più votato al primo turno dall'introduzione dell'elezione diretta del primo cittadino,, in termini assoluti le elezioni comunali del 2021 hanno registrato l'affluenza più bassa dal dopoguerra (51,16% degli aventi diritto).